# Лобачёв, Николай Фёдорович
Николай Фёдорович Лобачёв (23 августа [5 сентября] 1909, Чернышковский, область Войска Донского — не ранее 1978) — советский хозяйственный, государственный и политический деятель.

## Биография
Родился в 1909 году в деревне Чернышково. Член КПСС с 1939 года.
Выпускник Московского государственного университета. С 1930 года — на хозяйственной, общественной и политической работе. В 1930—1974 гг. — на административной работе, в аппарате наркома госконтроля РСФСР, в аппарате ВКП(б), министр государственного контроля Молдавской ССР, 1-й секретарь Кишинёвского горкома партии, 1-й секретарь Кишинёвского окружкома партии, начальник Главного управления стройматериалов Молдавской ССР, на ответственных постах в финансах СССР, в зарубежных командировках, заместитель заведующего отдела плановых и финансовых органов ЦК КПСС.
Избирался депутатом Верховного Совета Молдавской ССР 2-го и 3-го созывов. Делегат XIX съезда КПСС.
Умер после 1977 года.